# Pleioceras
Pleioceras là một chi thực vật thuộc họ Apocynaceae.
Bao gồm các loài:
- Pleioceras orientale, Vollesen